# Coscinaraea mcneilli
Coscinaraea mcneilli là một loài san hô trong họ Siderastreidae. Loài này được Wells mô tả khoa học năm 1962.